# Lijst van Franse nationale wegen
Dit is een lijst van nationale wegen in Frankrijk.
| Nummer | Huidige route | Oorspronkelijke route                                           | Route impériale |
| ------ | --- | --------------------------------------------------------------- | --------------- |
| N1     | - N104 - A16 - Ringweg Amiens - Saint-Léonard - Boulogne-sur-Mer                                                                                  | Parijs - Calais                                                 | 1               |
| N2     | - Aulnay-sous-Bois - A104 - A104 - Soissons - Laon - Maubeuge - België                                                                            | Parijs - Maubeuge - België                                      | 2               |
| N3     | - A3 - Bondy - A104 - Meaux | Parijs - Châlons-en-Champagne - Metz - Duitsland                | 4               |
| N4     | - N104 - Saint-Dizier - Toul - Dombasle-sur-Meurthe - Sarrebourg - Phalsbourg - Ittenheim - A351                                                  | Parijs - Nancy - Straatsburg - Duitsland                        | 5               |
| N5     | Poligny - Champagnole - Zwitserland | Parijs - Dijon - Thonon - Zwitserland                           | 6               |
| N6     | - Créteil - N104 - Ringweg Auxerre - N489 - A6 | Parijs - Auxerre - Lyon - Italië                                | 7               |
| N7     | - Luchthaven Orly - A106 - Nevers - Moulins - La Tour-de-Salvagny - Communay - Valence - Orange - Avignon - A7                                    | Parijs - Moulins - Lyon - Nice - Italië                         | 8               |
| N8     | opgeheven | Aix-en-Provence - Marseille - Toulon                            | 9               |
| N9     | - Massiac - A75 - Pézenas - Béziers | Moulins - Clermont-Ferrand - Perpignan - Spanje                 | 10              |
| N10    | - Trappes - Ablis - Chartres - Tours - Poitiers - Angoulême - Saint-André-de-Cubzac - Belin-Béliet - Saint-Geours-de-Maremne                      | Parijs - Bordeaux - Bayonne - Spanje                            | 11              |
| N11    | Épannes - La Rochelle | Poitiers - Rochefort                                            | 12              |
| N12    | - Versailles - Dreux - Alençon - Mayenne - Fougères - Rennes - Saint-Brieuc - Morlaix - Brest                                                     | Trappes - Alençon - Rennes - Brest                              | 13              |
| N13    | - Parijs - La Défense - Le Port-Marly - Le Pecq - Chambourcy - Chaufour-lès-Bonnières (A13) - Pacy-sur-Eure - Évreux - Caen - Cherbourg-Octeville | Parijs - Caen - Cherbourg-Octeville                             | 14              |
| N14    | Cergy - Puiseux-Pontoise | Parijs - Rouen - Le Havre                                       | 15              |
| N15    | Rouen (N28) - Rouen (N138/N338) | Pontoise - Gisors - Dieppe                                      | 16              |
| N16    | opgeheven | Parijs - Amiens - Duinkerke                                     | 17              |
| N17    | Arras - Lens | Gonesse - Cambrai - Rijsel - België                             | 18              |
| N18    | opgeheven | Verdun - Étain - Longwy - Luxemburg                             | 21              |
| N19    | - Bonneuil-sur-Marne - Brie-Comte-Robert - Langres - Vesoul - Belfort                                                                             | Parijs - Troyes - Langres - Belfort - Zwitserland               | 22              |
| N20    | Pamiers - Foix - Tarascon-sur-Ariège - Spanje | Parijs - Orléans - Limoges - Toulouse - Foix - Spanje           | 23              |
| N21    | Limoges - Périgueux - Agen - Tarbes - Lourdes | Limoges - Périgueux - Agen - Tarbes - Lourdes - Gavarnie        | 24              |
| N22    | L'Hospitalet-près-l'Andorre - Andorra | Mauzé-sur-le-Mignon - La Rochelle                               | 25              |
| N23    | opgeheven |                                                                 | 26              |
| N24    | |                                                                 | 27              |
| N25    | |                                                                 | 28              |
| N26    | opgeheven |                                                                 | 29              |
| N27    | |                                                                 | 30              |
| N28    | |                                                                 | 31              |
| N29    | opgeheven |                                                                 | 32              |
| N30    | opgeheven |                                                                 | 33              |
| N31    | |                                                                 | 34              |
| N34    | opgeheven |                                                                 | 39              |
| N59    | - Lunéville - Saint-Dié-des-Vosges - Bertrimoutier - Sainte-Marie-aux-Mines - Sélestat                                                            | Lunéville - Sélestat                                            | 78              |
| N77    | Auxerre - Troyes | Nevers - Auxerre - Châlons-en-Champagne - België                | 95              |
| N79    | Montmarault - Moulins - Paray-le-Monial - Mâcon                                                                                                   | Nevers - Mâcon - Montréal-la-Cluse                              | 97              |
| N85    | - Le Pont-de-Claix - Gap - La Saulce - Château-Arnoux-Saint-Auban - Digne-les-Bains - Barrême                                                     | Bourgoin-Jallieu - Grenoble - Cannes                            | 103             |
| N118   | Sèvres - Orsay - Les Ulis | Albi - Mazamet - Carcassonne - Quillan - Mont-Louis             | 138             |
| N159   | Bertrimoutier - Tunnel Maurice-Lemaire - Sainte-Marie-aux-Mines                                                                                   | Tours - La Flèche - Laval                                       | 179             |
| N301   | La Courneuve - Saint-Denis | Parijs - Saint-Denis - Pierrefitte-sur-Seine                    |                 |
| N302   | opgeheven | Parijs - Montreuil - Rosny-sous-Bois - Gagny                    |                 |
| N303   | opgeheven | Parijs - Joinville-le-Pont - Noisy-le-Grand - Crécy-la-Chapelle |                 |
| N304   | opgeheven | Joinville-le-Pont - Rozay-en-Brie - Esternay                    |                 |
| N305   | opgeheven | Parijs - Choisy-le-Roi - Orly                                   |                 |
| N330   | Meaux - Senlis | Meaux - Senlis - Creil                                          |                 |
| N379   | opgeheven | Charleville-Mézières - Gespunsart - België                      |                 |
| N416   | A16 - Saint-Léonard | Sainte-Marie-aux-Mines - Ostheim                                |                 |
| N438   | opgeheven | Lure - Héricourt - Montbéliard - Mathay                         |                 |
| N567   | opgeheven | Grasse - Cannes                                                 |                 |
| N587   | opgeheven | Esplantas - Aumont-Aubrac - Espalion                            |                 |
| N633   | opgeheven | Boulogne-sur-Gesse - Montréjeau                                 |                 |

## Aftakkingen
Aftakkingen van nationale wegen worden aangegeven met een suffix in superscript.
| Nummer | Huidige route                     | Oorspronkelijke route                       |
| ------ | --------------------------------- | ------------------------------------------- |
| N1D    | opgeheven                         | N1 - A1 (bij Saint-Denis)                   |
| N5A    | opgeheven                         | Les Rousses (N5) - Zwitserland              |
| N5BIS  | opgeheven                         | Sens (N5) - Joigny                          |
| N13BIS | opgeheven                         | Bonnières-sur-Seine - Rouen - Le Havre      |
| N19A   | opgeheven                         | N19 - Nangis - N19                          |
| N19BIS | opgeheven                         | Belfort (N19) - Delle - Zwitserland         |
| N19J   | N19 - N57 (bij Frotey-lès-Vesoul) |                                             |
| N20B   | opgeheven                         | L'Hospitalet-près-l'Andorre (N20) - Andorra |
| N21C   | opgeheven                         | Soulom (N21) - Cauterets - Pont d'Espagne   |
| N21D   | opgeheven                         | Gèdre (N21) - Héas - Cirque de Troumouse    |
| N21E   | opgeheven                         | Lourdes (N21) - Lourdes (N637/N640)         |
| N24BIS | opgeheven                         |                                             |
| N52A   | opgeheven                         | Longwy (N52) - Luxemburg                    |